# 久留米電灯
久留米電灯株式会社（くるめでんとうかぶしきがいしゃ）は、明治後期から大正にかけて存在した日本の電力会社である。かつて九州電力送配電管内に存在した事業者の一つ。
本社は福岡県久留米市。1905年（明治38年）に設立され、久留米市とその周辺地域に電気を供給した。発電所を持たない事業者で、配電に要する電力の供給を受けていた事業者の一つである九州電灯鉄道に1916年（大正5年）に合併された。九州電灯電灯の後身で昭和期の大手電力会社東邦電力の前身の一つともいえる。

## 沿革

### 開業
久留米市が位置する福岡県では、1897年（明治30年）、福岡市において九州で4番目の電気事業者として博多電灯（後の九州電灯鉄道）が開業し、電気事業が始まる。さらに1901年（明治34年）には、久留米から見て筑後川の上流に位置する大分県の日田でも日田水電という電気事業者が開業した。
近隣の都市で電気事業が勃興したのに続いて久留米においても電気事業への動きが始まる。電力会社設立の中心となったのは国武喜次郎ら久留米絣を扱う有力商人であった。国武らは1903年（明治36年）12月、久留米市内に電灯供給を行う久留米電灯を資本金5万円で設立すると決定し、翌1904年（明治37年）2月には久留米電灯の設立申請書を当局に提出した。この段階では電源として出力60キロワットの小規模火力発電所を建設する予定であったが、先に開業していた日田水電からの働きかけがあり自社発電所建設を取りやめて日田水電からの受電を選択し、同年12月に同社と受電契約を結んだ。
この久留米在住の有力者による計画に並行して、久留米などへの電力供給を目指す「三市水電」という電力会社の計画も存在した。この計画は佐賀県の実業家牟田万次郎によって進められ、佐賀県を流れる城原川（筑後川支流）に水力発電所を建設し佐賀市・福岡市・久留米市へと電気を供給するというものであった。久留米への供給をめぐって地元の計画と牟田の計画が競う形となったが、久留米選出の衆議院議員浅野陽吉が逓信省へ働きかけた結果1905年（明治38年）2月に久留米電灯の設立が許可され、逆に三市水電の設立は7月不許可とされた。この三市水電との競願に加えて日露戦争の影響で久留米電灯の設立準備は一時的に停滞するも、1905年12月23日付で久留米電灯株式会社が設立されるに至った。役員には国武ら久留米絣商のほか星野源三郎ら久留米の有力呉服太物商が名を列ね、役員のみならず株主もすべて久留米市在住の者で占められた。
1907年（明治40年）6月、日田水電が日田にて建設していた水力発電所（出力330キロワット）が完成。発電所から久留米までを結ぶ39キロメートルの送電線もあわせて完成し、同年7月15日より久留米電灯は久留米市内での供給を開始した。

### 発展

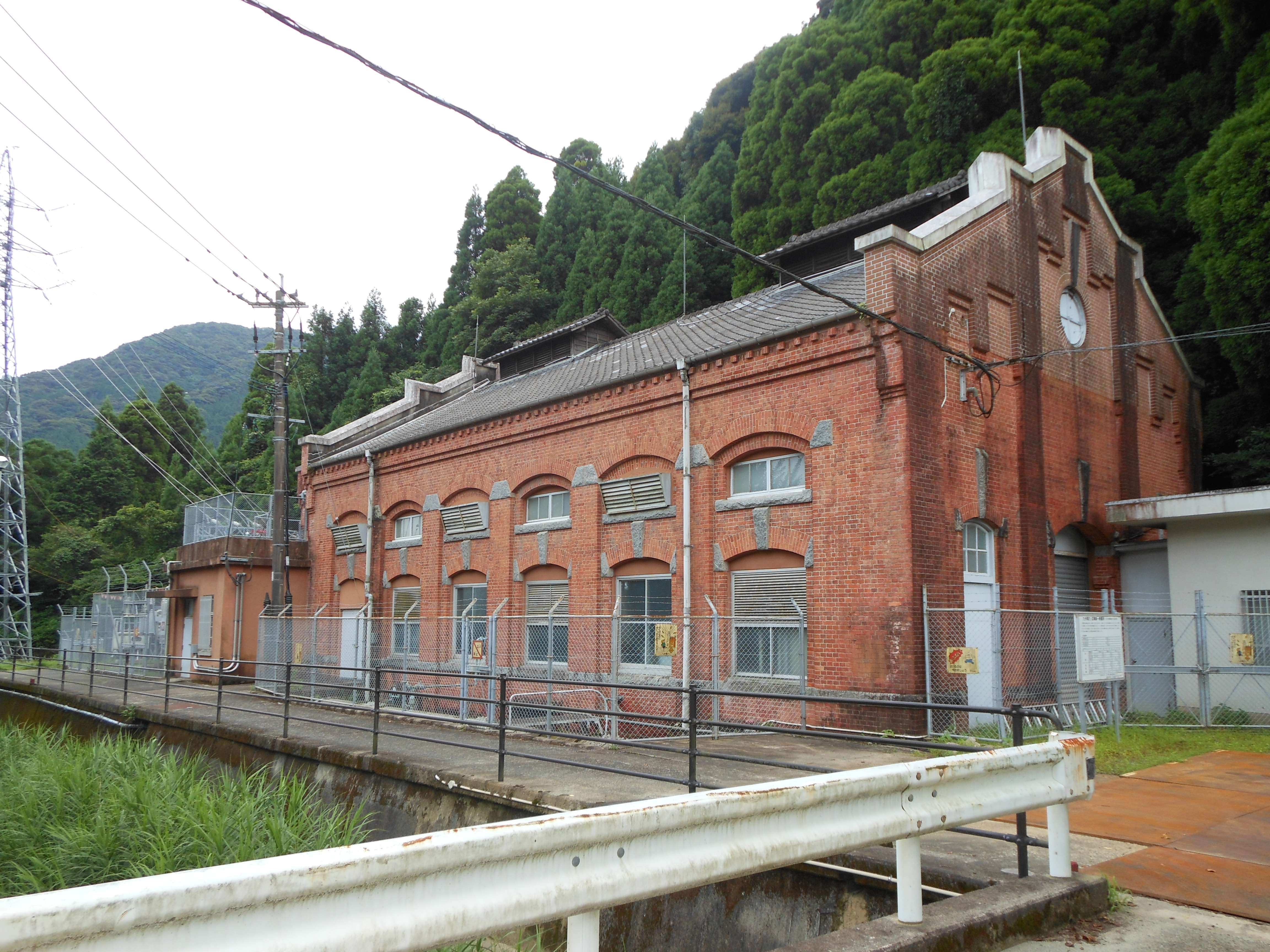
広滝水力電気が建設した広滝発電所（現・九州電力広滝第一発電所）

開業当時の久留米電灯の事業は需要家612戸、電灯数2,850灯とごく小規模であったが、電灯の利用が安全で便利なことが知れ渡ると市内外の区別なく普及が進んでいった。電灯需要増に加えて1908年（明治41年）より動力用電力の供給も開始したこともあり、久留米電灯は間もなく供給力不足となった。
1908年10月、三市水電計画の流れを汲む佐賀県の広滝水力電気によって、城原川に出力1,000キロワットの広滝発電所が完成した。当時としては九州最大規模であった広滝発電所を擁する広滝水力電気は大きな需要を求め佐賀県外への進出を目指しており、これが供給力不足という事情を抱える久留米電灯との利害が一致したことで、久留米電灯は日田水電に加えて広滝水力電気からも電力を購入することとなった。同社からの受電は、広滝発電所から久留米への送電線が完成した後の1909年秋に開始されている。同年末時点で、受電電力は日田水電・広滝水力電気ともに175キロワットの計350キロワットであった。
1910年（明治43年）、久留米電灯は供給力の増強にあわせて事業を拡張すべく増資し資本金を15万円とした。その後電灯・電力ともに供給を拡大し、特に電灯は1万灯を超えるまでに発展している。供給の拡大とともに会社は増収増益を続け、払込資本金に対する利益は20パーセント前後に達し年率10パーセントの配当を行った。経営が順調であった一方で、電気料金が高いとして批判が起こるようになる。これは周辺の事業者である日田水電や広滝水力電気と比べて料金が高価であったことによるもので、1909年に一度引き下げた（10燭灯を月額90銭から75銭へ）ものの1910年11月にはさらなる値下げを求めて需要家の間で電灯値下げ同盟会が結成される事態にまでなった。会社側が再値下げを拒否したことで同盟会側の運動は約2,000戸（約7,000灯）が参加する消灯運動にまで発展し、会社側は再度の値下げ（10燭灯を月額68銭へ）を余儀なくされた。

### 合併
電気料金を値下げしたことから久留米電灯では購入電力の卸売り料金を引き下げるべく日田水電および広滝水力電気が改組した九州電気との間で交渉を始める。交渉の中で日田水電から合併の話があり、1910年12月24日、日田水電が久留米電灯を合併する旨の合併条件に関する覚書きが両社の間で取り交わされた。ところが直後の28日、今度は九州電気の側が日田水電の合併条件よりも好条件で久留米電灯に対し合併を勧誘した。この綱引きの結果、久留米電灯の経営陣は日田水電ではなく九州電気との合併を選択して合併契約に調印し、翌1911年（明治44年）1月15日の臨時株主総会で合併の承認を得る段取りを整えた。
しかし総会直前の1911年1月12日、日田水電は九州電気・久留米電灯の合併を禁止する仮処分命令発令を福岡地方裁判所久留米支部に申請する。翌日申請が通り仮処分命令が出されたことでこの合併は不可能となった。九州電気側は合併不成立の混乱に乗じて株式を買収するという対抗措置を採り、2月の役員改選に際して中野致明（九州電気社長）・伊丹弥太郎（専務）・松永安左エ門（常務）・田中徳次郎（同取締役兼支配人）の経営陣4人を役員に送り込んで久留米電灯を事実上傘下に収めた。
1912年（明治45年）6月、福岡の博多電灯軌道（旧・博多電灯）と佐賀の九州電気の合併が成立し、九州電灯鉄道株式会社（資本金485万円）が発足した。同社は発足翌年よりあらかじめ経営権を掌握していた周辺事業者の統合を開始する。その第3次の統合として、1916年（大正5年）1月には、久留米電灯と長崎電気瓦斯（長崎県）・馬関電灯（山口県）の3社とそれぞれ合併契約を締結した。久留米電灯についての合併条件は、存続会社の九州電灯鉄道は久留米電灯の資本金と同額（15万円）を増資し、久留米電灯株主に対して1株につき新株1株を交付する、というものである。
九州電灯鉄道との合併に際し、久留米電灯関係者の中には、九州電灯鉄道と競合関係にあり1915年に日田水電を合併していた九州水力電気に接近する者があったという。また株主の中には合併条件が不利であるとして合併に反対を唱える者もいたが、合併を推進する経営陣の方が持株が多く合併路線は覆らなかった。1916年年1月30日久留米電灯の、翌31日九州電灯鉄道の株主総会でそれぞれ合併が承認され、同年5月4日九州電灯鉄道にて3社に関する合併報告総会が開かれて合併手続きが完了した。合併前、1915年上期末の時点における久留米電灯の営業成績は、電灯数1万7,792灯、電力供給馬力数261馬力であった。また同年6月末時点では、九州水力電気から175キロワット、九州電灯鉄道から350キロワットをそれぞれ受電していた。
久留米電灯の合併から6年後の1922年（大正11年）5月、九州電灯鉄道は名古屋市の電力会社関西電気（旧名古屋電灯）と合併、翌6月には社名の変更により東京に本社を置く東邦電力株式会社が成立した。久留米では、東邦電力の時代には市内の日吉町に同社久留米支店が設置されていた。

## 供給区域
1915年（大正4年）6月末時点における久留米電灯の供給区域は以下の通り。
- 福岡県
  - 久留米市
  - 三井郡国分村・節原村・合川村（現・久留米市）
  - 三潴郡鳥飼村（現・久留米市）
- 佐賀県
  - 三養基郡鳥栖町・基里村（現・鳥栖市）

これら7市町村のうち、国分村・合川村・鳥飼村・鳥栖町・基里村においては各町村の一部地域のみを供給区域としていた。なおこの時点では、合川村の一部は浮羽水力電気の、国分村・鳥飼村・鳥栖町・基里村の各一部は九州電灯鉄道の供給区域となっている。